# Swap de change
Le swap de change (en anglais : forex swap) est un produit de gré à gré, du marché des changes.

## Caractéristiques principales
Il s'analyse comme :
- un change comptant entre 2 devises (spot)
- un change à terme inverse de ces 2 devises (forex forward)

Dans les deux cas, il s'agit principalement de marchés interbancaires : contrairement aux autres marchés financiers, les marchés à terme organisés ne se sont jamais imposés sur le marché des changes et ils y demeurent marginaux.

## Flux financiers et principes généraux de formation des prix
Soit {\displaystyle c_{1}\,\!} le taux de change à la date {\displaystyle D_{1}\,\!} entre la devise A et la devise B, c'est-à-dire :
1 unité de devise A = {\displaystyle c_{1}\,\!} unités de devise B

par exemple 1 EUR = 1,2345 USD.

Un montant {\displaystyle M_{1}\,\!} de A sera donc égal à un montant {\displaystyle N_{1}\,\!} de B avec
{\displaystyle c_{1}.M_{1}=N_{1}\,\!}

Si {\displaystyle T_{A}\,\!} est le taux d'intérêt applicable sur le marché monétaire de la devise A entre la date {\displaystyle D_{1}\,\!} et une date {\displaystyle D_{2}\,\!} située dans le futur, la valeur {\displaystyle M_{2}\,\!} à la date {\displaystyle D_{2}\,\!} du montant {\displaystyle M_{1}\,\!} sera donc :
{\displaystyle M_{2}=M_{1}.(1+T_{A}.{\frac {D_{2}-D_{1}}{360}})}
De la même façon, si {\displaystyle T_{B}\,\!} est le taux du marché monétaire de la devise B entre {\displaystyle D_{1}\,\!} et {\displaystyle D_{2}\,\!}, la valeur {\displaystyle N_{2}\,\!} à la date {\displaystyle D_{2}\,\!} du montant {\displaystyle N_{1}\,\!} sera donc :
{\displaystyle N_{2}=N_{1}.(1+T_{B}.{\frac {D_{2}-D_{1}}{360}})}

On dispose ainsi, dès la date {\displaystyle D_{1}\,\!}, d'un taux de change synthétique {\displaystyle c_{2}\,\!} entre A et B à la date {\displaystyle D_{2}\,\!}, tel que :
{\displaystyle N_{2}=c_{2}.M_{2}\,\!}

et l'on aura donc :
{\displaystyle c_{2}=c_{1}.{\frac {1+T_{B}.(D_{2}-D_{1})/360}{1+T_{A}.(D_{2}-D_{1})/360}}}

Pour fabriquer {\displaystyle c_{2}\,\!} à la vente, il suffit donc :
- d'emprunter un montant {\displaystyle M_{1}\,\!} de la devise A entre {\displaystyle D_{1}\,\!} et {\displaystyle D_{2}\,\!} au taux {\displaystyle T_{A}\,\!}
- de vendre au comptant ce montant {\displaystyle M_{1}\,\!}, ce qui, au taux de change {\displaystyle c_{1}\,\!}, produit un montant {\displaystyle N_{1}\,\!} de la devise B
- de placer {\displaystyle N_{1}\,\!} entre {\displaystyle D_{1}\,\!} et {\displaystyle D_{2}\,\!} au taux {\displaystyle T_{B}\,\!}.

Exemple chiffré : si, comme ci-dessus, 1 EUR = 1,2345 USD, et si les taux à 1 mois sont de 4,00 % pour le dollar et 2,00 % pour l'euro, alors l'euro pour livraison dans 1 mois de 31 jours est égal à 1,2345*(1+0,04*31/360)/(1+0,02*31/360) soit donc 1,2366 dollar.

Cas particulier de la livre sterling : les usages du marché monétaire britannique - et donc de celui de certains pays du Commonwealth - veulent que les taux y soient calculés sur une base annuelle de 365 jours (y compris les années bissextiles) et non 360 comme sur tous les autres marchés monétaires dans le monde. Dans le cas où l'une des devises est la livre sterling, il convient donc de remplacer 360 par 365 dans le calcul d'intérêts. A noter que le PLN cote aussi en base 365.
Le swap de change est composé d'un flux comptant (spot) au taux de change c_1 et d'un flux opposé à terme au taux de change c_2.

## Notation des prix
Par commodité, à l'époque où les calculettes existaient à peine, les cambistes ont pris l'habitude de noter les prix du change à terme sous la forme {\displaystyle c_{2}-c_{1}\,\!}, en précisant à chaque fois le taux {\displaystyle c_{1}\,\!} utilisé pour le calcul.

## Cotation
La cotation est en "point de swap" : soit écart entre le cours à terme et le cours comptant (spot)
L'unité utilisée est celle du marché au comptant, le pip, appelé alors en français pour cet usage-ci point de swap.
Dans l'exemple ci-dessus, l'euro à 1 mois sera donc noté :
{\displaystyle 21\,\!}, avec un spot de {\displaystyle 1,2345\,\!}
car {\displaystyle c_{2}-c_{1}=1,2366-1,2345=0,0021\,\!}

### Déport, report
Une conséquence évidente du calcul ci-dessus est que la devise qui a le taux d'intérêt le plus élevé aura un prix à terme inférieur à son prix au comptant.
Une devise qui est plus chère à terme qu'au comptant est dite en report. Sinon, elle est dite en déport. Le report est une prime, c'est-à-dire que le cours forward est supérieur au cours spot car il faut que le taux de change compense la perte sur intérêt par rapport à l'autre monnaie. Le deport quant à lui est une réduction (le taux forward est inférieur au taux spot) car en plaçant cette monnaie on aura plus d'intérêts que l'autre monnaie.

Le montant d'amortissement Report / Déport de calcul ainsi :
Mnt Amortissement = |Taux Spot - Taux Forward| * Mnt Vendu

## Terme sec
Une transaction forward au sens strict, c'est-à-dire l'achat ou la vente d'une devise contre une autre pour une livraison dans plus de deux jours ouvrés, est appelée terme sec ou, plus fréquemment, par son nom anglais : outright.

## Swap de change
Mais, encore une fois pour des raisons de commodité, les cambistes ont séparé le terme sec en deux opérations :
- le spot
- l'ensemble constitué par les dépôts croisés dans les deux devises, appelé swap de change.

Il s'agissait à l'origine de permettre aux entreprises clientes qui se couvraient contre un risque de change, de spéculer à court terme et de "faire leur spot" à un autre moment de la journée que celui où elles négociaient le montant du déport ou du report. Mais surtout le spot est beaucoup plus volatil que les points de swaps, c'est donc la composante qui comporte le plus de risque et sur laquelle il convient de se concentrer lorsque l'on veut traiter un terme sec.
Les swaps de change sont beaucoup plus traités que le terme sec.

## Organisation du marché

### Volumes
L'étude triennale de la Banque des règlements internationaux, réalisée au printemps 2004, faisait apparaître les volumes quotidiens suivants :
- spot : 621 milliards de dollars ;
- terme sec : 208 milliards de dollars ;
- swaps de change : 944 milliards de dollars.

### Liaison entre les marchés monétaires domestiques et les marchés des dépôts en devises
Les marchés monétaires domestiques traitent le taux au jour-le-jour en Overnight, c'est-à-dire en valeur jour (notée "J"), soit donc de J à J+1 ouvré.
En revanche, l'overnight n'est que très peu pratiqué sur les marchés des dépôts en devises, où l'argent au jour-le-jour se traite en Tom Next, c'est-à-dire de J+1 ouvré à J+2 ouvré. Cela s'explique par des raisons pratiques de délai de transmission des instructions à la banque correspondante qui tient le compte en devise dans le pays d'origine de celle-ci (ou, pour l'euro, un de ses pays d'origine).
Il y a, par conséquent, un divorce de fait entre marchés monétaires domestiques et marchés des dépôts en devises, qui auront donc structurellement un jour d'écart et ne convergent donc pas nécessairement. Cela a parfois des incidences non négligeables sur la valorisation du change à terme. Le problème peut être particulièrement aigu sur le dollar en heure asiatique.
Un exemple fameux est celui de 1979 en Suisse. Les taux d'intérêt suisses étaient alors très proches de zéro. Une intervention massive sur le marché des changes de la part de la Banque Nationale Suisse pour enrayer l'appréciation de sa devise a entraîné des pressions telles sur les dépôts en CHF que les taux à court terme du marché monétaire suisse sont devenus négatifs pendant plusieurs jours - mais moins négatifs que via les swaps de change...